# Ісаак Ламба
Ісаак Чиквеквере Ламба (англ. Isaac Chikwekwere Lamba) (10 листопада 1945) — малавійський дипломат. Надзвичайний і Повноважний Посол Малаві в Україні за сумісництвом з резиденцією в Берліні. В даний час на посаді Надзвичайного і Повноважного Посла Малаві в Німеччині.

## Життєпис
У 1973 році отримав диплом бакалавра в галузі освіти; а у 1975 році отримав ступінь магістра з історії в Університеті Далхаузі в Галіфаксі, Нова Шотландія. У 1984 році він отримав ступінь доктора в Единбурзькому університеті. Він володіє англійською, французькою, чичева, тумбука, яо, бемба і шона.
Багаторічний досвід пана Ламби в наукових колах включав посаду декана факультету соціальних наук Університету Малаві з 1984 по 1985 рік. Він також працював доцентом історії з 1972 по 1975 рр., Організатором викладацької практики з 1977 по 1980 р. Викладачем історії педагогічного і заочного факультету з 1970 по 1972 рр. Пан Ламба також обіймав ряд адміністративних посад, включаючи помічника реєстратора університету з 1971 по 1972 рр., а також секретаря коледжу з 1970 по 1971 рік. У 1981 р. Пан Ламба працював також директором з підготовки та координатором міжкультурних досліджень для Корпусу миру США.
З 1988 по 1991 р. — був головним секретарем Міністерства освіти і культури. З 1985 по 1988 рік обіймав посаду заступника директора Інституту освіти Малаві.
З 1991 по 1993 р. Пан Ламба обіймав посаду повноважного міністра, а також заступника посла до Франції, а також заступника постійного представника в Організації Об'єднаних Націй з питань освіти, науки і культури (ЮНЕСКО). Протягом цього часу він працював скарбником Африканської групи в ЮНЕСКО.
Серед іншого, він був президентом конференції соціальних наук південноафриканських університетів з 1997 по 1999 рік. З 1999 по 2000 р. Пан Ламба був головою правління Air Malavi. Він також був регіональним губернатором Об'єднаної демократичної партії у 1999 році.
У 2000—2001 рр. — генеральний консул на рівні заступника посла в Південній Африці.
З листопада 2001 по грудень 2003 — постійний представник Малаві при ООН в Нью-Йорку
У 2003—2007 рр. — був член офіційних делегацій Малаві для зустрічей та конференцій у багатьох країнах і в різних міжнародних організаціях.
З 12 вересня 2007 року — Надзвичайний і Повноважний Посол Малаві у Берліні, Німеччина.
З 18 грудня 2008 року — Надзвичайний і Повноважний Посол Малаві у Ватікані за сумісництвом.
З 2 лютого 2010 року — Надзвичайний і Повноважний Посол Малаві в Польщі за сумісництвом.
З 5 лютого 2010 року — Надзвичайний і Повноважний Посол Малаві в РФ за сумісництвом.
З 21 лютого 2012 року — Надзвичайний і Повноважний Посол Малаві в Естонії за сумісництвом.

## Автор наукових праць
- КОНТРАДИКЦІЇ У ФОРМУВАННІ ПОЛІТИКИ ВІЙСЬКОВОЇ ОСВІТИ І ЗАСТОСУВАННЯ В КОЛОНІАЛЬНИХ МАЛАВІ 1945—1961 рр., Isaac Chikwekwere Lamba Kachere Series, Malawi[12].

## Сім'я
- Дружина — Христина Софіна Чіпацо Ламба